# Arrastão da Gamboa
Arrastão da Gamboa é uma escola de samba de Cabo Frio. Foi fundada por jovens amigos e hoje é a caçula do carnaval da cidade.

## História
A escola sempre participou das divisões inferiores do Carnaval de Cabo Frio. Em 2010, ficou entre as últimas do Carnaval, sendo suspensa dos desfiles oficiais por um ano. Em 2011, desfilou em seu bairro, sob avaliação da Liga, para poder retornar as competições.

## Segmentos

### Presidentes
| Nome                    | Mandato | Ref.  |
| ----------------------- | ------- | ----- |
| Rafael Soares de Campos | ? - ?   | [ 2 ] |
| Mônica Barroso          | ? - ?   | [ 3 ] |

### Diretores
| Ano  | Diretor de Carnaval | Diretor geral de harmonia | Mestre de bateria | Ref. |
| ---- | ------------------- | ------------------------- | ----------------- | ---- |
| 2012 | Victor Franciscone  | Victor Franciscone        | Nando Batista     |      |
| 2016 |                     |                           |                   |      |

### Coreógrafo
| Ano  | Nome          | Ref. |
| ---- | ------------- | ---- |
| 2012 | Roberto Doria |      |
| 2016 |               |      |

### Casal de Mestre-sala e Porta-bandeira
| Ano  | Nome | Ref. |
| ---- | ---- | ---- |
|      |      |      |
| 2016 |      |      |

### Rainhas de bateria
| Período | Rainha       | Madrinha | Ref. |
| ------- | ------------ | -------- | ---- |
| 2012    | Keila Santos |          |      |
| 2016    |              |          |      |

## Carnavais
| 2008 | 4º lugar    | B          | Gamboa meu bairro,minha paixão                                                                |                                |                    | [ 4 ]       |
| 2009 |             | Acesso     | Alegria                                                                                       |                                |                    |             |
| 2010 | 6º lugar    | Acesso     | Mundo encantado                                                                               |                                |                    |             |
| 2011 | Aprovada    | Comunidade | Sete cores da alegria refletidas em folia: o Arrastão conta um pouco do arco-íris e sua magia |                                |                    | [ 1 ]       |
| 2012 | 4º lugar    | Acesso     | Em cada verso, em cada parte. Hoje o Arrastão canta o manifesto das artes                     | Laura Antunes e Ezequiel Silva | Welington Honorato |             |
| 2014 | Aprovada    | Comunidade |                                                                                               |                                |                    | [ 5 ] [ 6 ] |
| 2015 | Vice-campeã | Acesso     |                                                                                               |                                |                    | [ 7 ]       |
| 2017 |             |            |                                                                                               |                                |                    |             |